# Колесник Олена Олександрівна (спортсменка)
Олена Олександрівна Колесник (нар. 2 листопада 1990, Одеса) — українська спортсменка (бокс, кікбоксинг, тайський бокс, змішані бойові мистецтва). Майстер спорту України по боксу. Майстер спорту України по тайському боксу.

## Титули та досягнення

### Бокс
- Чемпіонка України з боксу (2012, 2014).
- Срібна призерка чемпіонату України з боксу (2013)[1].
- Чемпіонка Кубку України з боксу (2014).
- Срібна призерка Кубку України з боксу (2015).
- Переможиця Міжнародного турніру пам'яті Семена Трестіна (2012).

### Тайський бокс
- Чемпіонка України з тайського боксу (2010).
- Чемпіонка Кубку України з тайського боксу (2010, 2011, 2014).
- Фіналістка Чемпіонату Європи з тайського боксу (2011).
- Бронзова призерка Чемпіонату світу з тайського боксу (2015).

### Кікбоксинг
- Чемпіонка Кубку світу з кікбоксингу (2011; WAKO).

### Карате
- Чемпіонка України з карате (2015).

### Мішані бойові мистецтва
Статистика боїв:
| Результат | Рекорд | Противник        | Спосіб                                     | Раунд | Час  | Дата            | Місце          | Подія |
| --------- | ------ | ---------------- | ------------------------------------------ | ----- | ---- | --------------- | -------------- | ----- |
| Перемога  | 5-0    | Тетяна Портнова  | Технічний нокаут (удари ногами й колінами) | 1     | 0:25 | 7 квітня 2017   | Нальчик, Росія |       |
| Перемога  | 4-0    | Чженлінь Ліу     | Підкорення (удари кулаками)                | 1     | 0:25 | 10 вересня 2016 | Нінбо, Китай   |       |
| Перемога  | 3-0    | Сяомінь Ван      | Підкорення (придушення)                    | 2     | 0:43 | 9 червня 2016   | Нінбо, Китай   |       |
| Перемога  | 2-0    | Джинг Сун        | Технічний нокаут (удари колінами)          | 1     | 2:03 | 5 березня 2016  | Нінбо, Китай   |       |
| Перемога  | 1-0    | Юлія Друктейніте | Технічний нокаут (удари кулаками)          | 1     | 0:48 | 24 жовтня 2014  | Дубно, Україна |       |